# Hans Henrik von Stöcken Młodszy
Hans Henrik von Stöcken "Młodszy" (1684-1732) był duńskim dyplomatą.
Jego wujem był Hans Henrik von Stöcken "Starszy" (zm. 1709). Hans Henrik von Stöcken "Młodszy" służył wujowi jako jego sekretarz od roku 1704 do 1709 roku, gdy ten był duńskim posłem nadzwyczajnym w Hadze. Później  sam został duńskim chargé d'affaires w Hadze (1709-10). 
Do Hagi powrócił jeszcze raz jako duński rezydent (1714-1718). 